# 让-巴蒂斯特·柯尔贝尔

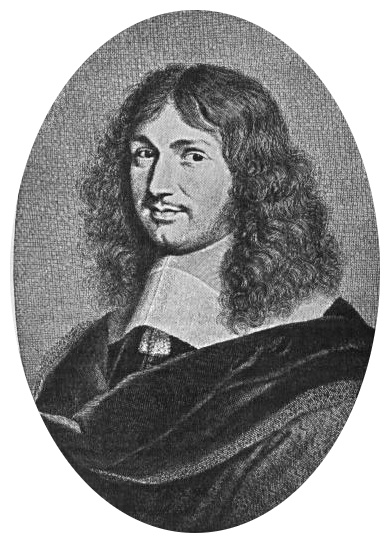
让-巴蒂斯特·柯尔贝尔

让-巴蒂斯特·柯尔贝尔（法語：[ʒɑ̃.ba.tist kɔl.bɛʁ]，1619年8月29日—1683年9月6日），又称科尔贝，是法国政治人物、国务活动家。他长期担任法國财政大臣和海军国务大臣，是路易十四时代法国最著名的偉大人物之一。

## 早年
让-巴蒂斯特·柯尔贝尔生于兰斯的中產階級家庭。1651年，路易十四的宰相、法国的实际统治者枢机主教茹尔·马扎然，雇用柯尔贝尔处理私人财务。1661年，马扎然在即将去世前，向路易十四举荐了柯尔贝尔的才华，他說：「陛下，我對您虧欠不少，但我把柯爾貝留給您，足以彌補一切」。

## 財經天才
但是，雖然柯爾貝爾立刻獲得實質的財政大權與影響力，剛开始他因為出身太低，并没得到一官半职。後來他因為作为国王的亲信，揭发了财政总管尼古拉斯·富凯的贪污行为。路易十四下令逮捕富凯，财政总管这个官职也随之被取消了，但其职能却在柯尔贝尔被任命为财政审计长之后得到了很好的重建（1665年）；他在1668年兼王室国务秘书。1660年代後期，他就讓政府的預算平衡，收入高於支出；但在1672年後，赤字重新出現，使他展開更大規模地改革與關稅戰，全力打擊商貿對手荷蘭共和國的力量（參見1672-1678年的法荷戰爭）。總算在1670年代末消除了赤字，並且一直到他1683年過世前，法國財政大多是收支相抵的平衡狀態，有時還有盈餘（但是因為1680年代修建奢華昂貴的凡爾賽宮，財政又出現惡化的趨勢）。這些都替太陽王的歐洲霸業，打下深厚的物質基礎。
柯尔贝尔以真正的工作熱忱、清晰穩健的心智，以及忠君、愛國的奉獻精神，努力重建法国的经济结构，並以增加财政收入來使国家自给自足。开始他采取了相当激烈的手段来整顿财政机构，包括起诉腐败的官僚和拒绝向银行偿付公债。他按照重商主义的社會经济理论，鼓励发展本国工商业，并且提高关税来予以保护，法国重商主义因此也被称为“柯尔贝尔主义”。通过政府直接控制经济部门，建立殖民贸易公司和开办新式工厂，柯尔贝尔成功地扩展了法国的工业和贸易能力。1664-1673年間，他陸續建立了法國東印度公司和法國西印度公司（1664年），以及北方公司（1669年）、近东公司（1670年）、非洲公司（1673年）等贸易特許公司。但是在17世紀末，這些公司受困於荷蘭、英國的海軍威脅與商貿競爭，有的倒閉、有的大幅縮減規模。要到18世紀時，法國的貿易特許公司才有足夠實力，去跟英國與荷蘭的公司競爭。
1669年，柯尔贝尔被路易十四任命为海军国务大臣。在他的领导下建立了运河和道路系统，加固了海港防御工事，法国舰队的威力亦得到加强，很快在1680年代中期，就成為世界第一的海軍強權。柯尔贝尔并且编纂了海军法典和殖民地法典。柯尔贝尔並且接受境內國人的建議，接受法國境內國人前往加拿大移民，建立新法兰西殖民地。
柯尔贝尔也加入了國王路易十四並且為科学和艺术的慷慨资助者之一；他本身是法兰西学院院士。1663年创办法国铭文和文艺学院，他所创办的几个学术团体成为了法兰西科学院的前身，1667年協助興建了巴黎天文台，並且在1671年協助興建了王家建筑学院等。

## 晚年與評價
他晚年逐漸失去路易十四的信任，國王的意志不斷偏向其政敵——軍備部長盧福瓦侯爵（治軍天才），阻礙到柯爾貝爾的政策推行。他與國王最關鍵的意見不合，是對法國胡格諾教徒的看法。柯爾貝爾了解大多從事工商業的胡格諾派，對法國的經濟商貿有極大的貢獻，他們擁有熟練的技術、充裕的資本和眾多的外國客戶，所以柯爾貝爾一直主張保護胡格諾派，維持南特詔令下的宗教寬容。但是天主教激進派的盧福瓦和教士們，大力鼓動國王去壓制胡格諾派、廢除南特詔令（參見楓丹白露敕令）。於是當1683年失意的柯爾貝爾過世後，路易十四就在1685年廢除南特詔令、迫害胡格諾派，使得二十多萬的胡格諾教徒逃亡外國、法國工商半毀，讓柯爾貝爾一生的心血，喪失近半（1692年後長達十六年的海上封鎖，使法國的經貿全毀，吃掉柯爾貝爾另一半的心血）。
柯爾貝爾嚴厲但廉潔的工作風格，使得法國國勢蒸蒸日上，达到了前所未有的高峰。但他鐵腕風格與中產市民的出身，使他遭受貴族階級的忌恨。因為他掌權後變得驕橫專斷與裙帶作風，把顯位要任分派給自己的家族與親信，並採取近乎黎希留的獨裁作風，大肆打擊貴族勢力。他同時也被天主教會攻擊，因為他主張寬容「異端」的胡格諾派，並要求減少修道院的數量，認為太多修道院會減少法國的人力資源。甚至還有不少工人與農民也對他表示怨恨，因為他對工人實施集中訓練以及近乎軍事化的管理，損害工人的自尊；農民則是抱怨他的許多規章造成不便與擾民，富裕的農民更抗議他控制糧價並訂立最高上限，讓他們無法以較高的價錢正常賣出糧食。柯爾貝的经商头脑为他合法征得一大笔财富，卻被反对者说成是“贪腐”。種種一切，都讓柯爾貝爾失去公眾的愛戴，並且支持其政敵盧福瓦侯爵打擊柯爾貝的派系勢力。當柯爾貝在1683年9月6日去世時，據說其家人只敢在夜裡運送其遺體出城，以免被街頭憤恨的群眾所侮辱。
尽管柯尔贝尔堪称重商主义流行时代中，最杰出地实践了这一经济理论的人，他的大部分成就，却被路易十四迅速挥霍掉了。浩大的军费开支使政府财力枯竭，最终促成财經崩溃的后果（1694、1709年的大天災也是要因）。結果就是，當1710年代太陽王路易大帝的聲譽崩潰時，連帶使柯尔贝尔受到更嚴厲的批判。儘管他已過世三十年，但許多法國人民仍片面責怪他是災難的源頭（因為大致上法國在1683年後，仍執行柯爾貝爾生前制訂的財經政策）。柯爾貝的負評在他死後持續了一百年，要到1789年法國大革命之後，他的卓越貢獻才被重新審視；而今天，人们已经普遍承认柯尔贝尔是一位杰出而偉大的国务政治家。

## 名言
他對收稅技巧曾說出經典的描述：「向人民抽稅，就像拔天鵝的羽毛一樣，關鍵是要盡可能地拔毛，但又不讓天鵝被痛到」。